# WS018KE
WS018KEとは、WILLCOM（ウィルコム）向けに供給された、W-SIM対応のPHS音声端末である。開発・製造はKES（ケーイーエス。後アスモ→現オーパス）。ペットネームは「WILLCOM 9」。
2009年11月1日以降のロットはネットインデックス（現ネクス）製造となり、サポート等も同日以降は同社が担当することとなった。

## 概要
WS009KEの角ばった形状を保ったまま、ストレート型から折りたたみ型とした。なお、サブディスプレイ、外部メモリは搭載しない。WS009KEのシンプル志向のコンセプトを受け継ぎながら、カメラが搭載されJavaアプリ(MIDP2.0)、デコラティブメールに対応した。国際ローミングにもW-SIM音声端末としては初の対応。対応国は台湾、タイ、ベトナムの三カ国である。
新たなサービスとして、待ち受け画面にコンテンツプロバイダから提供されたアクセサリーソフトを設定し、ニュースや天気などの情報を表示できる「ウィルコムガジェット」に対応する他、時計やメモなどの端末の機能を、最大3つまで待ち受け画面に分割して設定、表示できる「スロットアクセサリー」機能を搭載する。Javaアプリはウィルコムの端末として初めて待受アプリに対応した。
W-SIMはアルテル製のRX420ALが同梱され、4xパケット方式やW-OAMに対応する。

## 詳細仕様
- 外部端子：microUSB TypeB（USB経由の充電可、PC用モデムとしての使用は不可）、W-SIMスロット、平形イヤホンマイク端子
- アドレス帳：700件
- メール：Eメール (POP3/SMTP)、ライトメール、デコラティブメール
- ブラウザ：ACCESS NetFront

## 沿革
- 2008年7月4日：ウィルコムから製品発表。
- 2008年7月18日：発売。
- 2009年9月10日：新色のイエローとピンクを発売